# Cirolana perlata
Cirolana perlata is een pissebed uit de familie Cirolanidae. De wetenschappelijke naam van de soort is voor het eerst geldig gepubliceerd in 1936 door Barnard.